# Diocesi di Utica
La diocesi di Utica (in latino Dioecesis Uticensis) è una sede soppressa e sede titolare della Chiesa cattolica.

## Storia
Utica, nel governatorato di Ariana nell'odierna Tunisia, è un'antica sede episcopale della provincia romana dell'Africa Proconsolare, suffraganea dell'arcidiocesi di Cartagine.
Sono oltre una decina i vescovi documentati di Utica. Aurelio intervenne al concilio di Cartagine convocato il 1º settembre 256 da san Cipriano per discutere della questione relativa alla validità del battesimo amministrato dagli eretici, e figura al 41º posto nelle Sententiae episcoporum. Mauro fu accusato di apostasia durante la persecuzione del 303. Vittore prese parte al concilio di Arles del 314 assieme a Ceciliano di Cartagine; era ricordato nel Martirologio romano alla data del 23 agosto. Quieto assistette al concilio cartaginese presieduto da Grato nel 345/348.
Alla conferenza di Cartagine del 411, che vide riuniti assieme i vescovi cattolici e donatisti dell'Africa romana, presero parte il cattolico Vittore e il donatista Gedudo. Morcelli aggiunge il vescovo Galloniano, presente al concilio cartaginese del 419, che secondo Mesnage apparterrebbe invece alla diocesi di Utina. Segue il vescovo Florentino, che intervenne al sinodo riunito a Cartagine dal re vandalo Unerico nel 484, in seguito al quale venne esiliato.
Faustiniano partecipò al concilio cartaginese del 525. Segue il vescovo Giunilio, scrittore ecclesiastico, che dedicò le sue opere a Primasio di Adrumeto. Nel VII secolo abbiamo il vescovo Flaviano, che assistette al concilio antimonotelita del 646; e Potentino, che fu esiliato in Spagna ed intervenne al concilio di Toledo del 684.
Dal XVI secolo Utica è annoverata tra le sedi vescovili titolari della Chiesa cattolica; dal 29 luglio 2024 l'arcivescovo, titolo personale, titolare è Philippe Curbelié, sottosegretario del Dicastero per la dottrina della fede.

## Cronotassi

### Vescovi
- Aurelio † (menzionato nel 256)
- Mauro † (menzionato nel 303)
- San Vittore I † (menzionato nel 314)
- Quieto † (menzionato nel 345/348)
- Vittore II † (menzionato nel 411)
  - Gedudo † (menzionato nel 411) (vescovo donatista)
- Galloniano ? † (menzionato nel 419)[3]
- Florentino † (menzionato nel 484)
- Faustiniano † (menzionato nel 525)
- Giunilio † (menzionato nel 556 circa)
- Flaviano † (menzionato nel 646)
- Potentino † (menzionato nel 684 esule a Toledo)

### Vescovi titolari
- Pedro del Campo † (4 luglio 1516 - ?)
- Pedro Carmelet, O.S.A. † (3 giugno 1517 - ?)
- Enrico del Congo † (5 maggio 1518 - ?)
- Giovanni Battista, O.P. † (circa 1542 - ?)
- Domingo Romeo, O.P. † (1544 - 5 gennaio 1563 deceduto)
- Antonio García de Valtorres, O.Cist. † (22 marzo 1564 - ?)
- Marcantonio Oradino † (26 ottobre 1565 - ?)
- Giovanni Battista Maremonti † (17 marzo 1567 - 14 agosto 1577 nominato vescovo di Sora)
- Felice Ambrosino † (4 luglio 1578 - ?)
- Malaquías Asso, O.Cist. † (19 luglio 1591 - 23 maggio 1594 nominato vescovo di Jaca)
- Francisco Ugarte, O.Cist. † (23 ottobre 1606 - 1617 deceduto)
- García Gil Manrique † (5 marzo 1618 - 30 agosto 1627 nominato vescovo di Gerona)
- Alonso Godina † (20 agosto 1629 - 28 febbraio 1630 deceduto)
- Martino Bonacina † (26 maggio 1631 - dopo il 9 giugno 1631 deceduto)
- Juan Arroyo † (7 dicembre 1654 - 16 dicembre 1656 deceduto)
- Diego de Gatica, O. de M. † (29 luglio 1658 - 17 aprile 1667 deceduto)
- Giovanni Riquelme † (17 settembre 1668 - 22 febbraio 1671 deceduto)
- Melchior de Escuda † (24 agosto 1671 - prima del 6 febbraio 1680 deceduto)
- Johann Daniel von Gudenus † (29 aprile 1680 - 11 febbraio 1694 deceduto)
- Joachimus Skirmunt † (8 agosto 1701 - ? deceduto)
- Stanisław Józef Hozjusz † (5 dicembre 1718 - 16 settembre 1720 nominato vescovo di Wenden)
- Henricus Howard † (30 settembre 1720 - 2 dicembre 1720 deceduto)
- François Louis Sanguessa, O.F.M. † (28 maggio 1721 - 9 aprile 1722 succeduto vescovo di Roermond)
- Jean-Baptiste-Frézal Charbonnier, M.Afr. † (14 gennaio 1887 - 16 marzo 1888 deceduto)
- Léonce Bridoux, M.Afr. † (15 giugno 1888 - 20 ottobre 1890 deceduto)
- Adolphe Lechaptois, M.Afr. † (19 giugno 1891 - 30 novembre 1917 deceduto)
- Emile-Fernand Sauvant, M.Afr. † (8 luglio 1921 - 19 dicembre 1939 deceduto)
- Giuseppe Stella † (13 novembre 1943 - 7 settembre 1945 nominato vescovo di Luni o la Spezia, Sarzana e Brugnato)
- Paul-Marie-Maurice Perrin † (7 giugno 1947 - 29 ottobre 1953 nominato arcivescovo di Cartagine)
- Giuseppe Garneri † (25 marzo 1954 - 2 luglio 1954 nominato vescovo di Susa)
- Oronzo Caldarola † (27 novembre 1954 - 6 febbraio 1963 deceduto)
- Guido Maria Casullo † (11 febbraio 1963 - 26 maggio 1978 dimesso)
- Jean Yves Marie Sahuquet † (11 dicembre 1978 - 15 maggio 1985 nominato vescovo coadiutore di Tarbes e Lourdes)
- Léon Hégelé † (9 settembre 1985 - 11 febbraio 2014 deceduto)
- Nicolò Anselmi (10 gennaio 2015 - 17 novembre 2022 nominato vescovo di Rimini)
- Philippe Curbelié, dal 29 luglio 2024